# Ohsama Sentai King-Ohger
Ohsama Sentai King-Ohger (王様戦隊キングオージャー Ō-Sama Sentai Kingu-Ōjā?) (traducido como Escuadrón de Reyes King-Ohger) es el título de la 47.ª temporada de la franquicia Super Sentai Series, producida por Toei Company y emitida en TV Asahi desde el 5 de marzo de 2023. Hasta el 25 de febrero de 2024 constando de 50 episodios. Destaca por ser la primera temporada en tener un ranger púrpura en el equipo principal.

## Argumento
Hace 2000 años, un ejército malvado llamada Bugnarak invadió la tierra e intentó acabar con la humanidad. Cinco valientes soldados aparecieron y se unieron a los poderosos Shugods, los espíritus guardianes del mundo para derrotarlos. Tras la victoria, los cinco se convirtieron en reyes y dividieron el mundo en cinco reinos para gobernar. Pero, una profecía predice que los Bugnarak regresarán 2.000 años después para terminar su misión de aniquilar a la humanidad. Para repeler a los invasores una vez más, los actuales monarcas de cada uno de los cinco reinos deciden resolver sus diferencias uniendo fuerzas y convirtiéndose en King-Ohgers.

## Personajes

### King-Ohgers
- Gira Husty (ギラ・ハスティー Gira Hasutī?)/Kuwagata Ohger (クワガタオージャー KuwagataŌjā?): Su color es el rojo. Es el príncipe heredero y heredero legítimo al trono de Shugoddam (シュゴッダム Shugoddamu?), un reino industrial que es el más fuerte de los cinco reinos donde se dice que residen los Shugods. En algún momento de su infancia, se separó de su hermano mayor, Rcules, y fue acogido en un orfanato donde posteriormente creció y perdió sus recuerdos de pertenecer a la realeza. Al crecer en un centro de acogida juvenil tiene una personalidad pura y de buen corazón y es querido por todos los niños. Sin embargo, habiendo desempeñado siempre el papel de villano al jugar al héroe con ellos, ha desarrollado el hábito de hablar de una manera retorcida, es decir, refiriéndose a la liberación de la verdadera justicia y compasión como "Maldad". Al enterarse de que Rcules antepone sus ambiciones al bienestar de sus súbditos en medio del regreso de Bugnarak en el presente y por lo que le hizo en el pasado, Gira roba su Ohger Calibur y crea una personalidad pública del "rey malvado" de Shugoddam para puede deponer a su hermano y preservar el trono, lo que finalmente logra con la ayuda de los otros cuatro monarcas actuales y de Jeramie.[3]
- Yanma Gast (ヤンマ・ガスト Yanma Gasuto?)/To,bo Ohger (トンボオージャー TonboŌjā?): Su color es el azul. Es el rey del reino tecnológico de N'kosopa (ン コ ソ パ Nkosopa?). Yanma es un hombre muy inteligente, que obtuvo su trono solo a través de sus habilidades informáticas. Aunque generalmente accesible, Yanma es de naturaleza ligeramente agresiva debido a que creció en los barrios marginales. Como resultado, a menos que tenga a alguien que lo vigile, a menudo se peleará con cualquiera. A pesar de su arrogancia, Yanma aún mantiene su responsabilidad como rey correctamente. Sin embargo, en lugar de proteger el reino él mismo como rey, se asegura de que todos en el reino sigan su camino y puedan apoyarse mutuamente. Además, nunca ve a sus ciudadanos como meros seres humildes o herramientas para desechar una vez que hayan sobrevivido a su uso. En cambio, los ve a todos como sus camaradas.[4]
- Hymeno Ran (ヒメノ・ラン Himeno Ran?)/Kamakiri Ohger (カマキリオージャー KamakiriŌjā?): Su color es el amarillo. Es la reina de Ishabana (イシャバーナ Ishabāna?), un reino conocido por sus artes avanzadas y medicina. Himeno exuda la máxima belleza y un egoísmo trascendente. Ella vigila lo que considera hermoso y lo adquirirá por cualquier medio necesario. Himeno es un individuo bastante complejo, siendo a la vez egoísta y generosa. Si bien aparentemente hace las cosas solo para sí misma, realmente se preocupa por los demás, especialmente por su reino.[5]
- Rita Kaniska (リタ・カニスカ Rita Kanisuka?)/Papillon Ohger (パピヨンオージャー PapiyonŌjā?): Su color es el púrpura. La monarca del reino nevado de Gokkan (ゴッカン?), donde también es la Jefe de Justicia, cuyo verdadero rostro y género son un misterio. Rita tiene un carácter firme y despiadado, es una conservadora prudente y es muy respetada por emitir juicios con una precisión e imparcialidad inigualables, por lo que se la llama "El código ambulante". Pero en realidad tiene una barrera de comunicación, es tímida y no se le da bien hablar, por lo que parece más digna. Aunque parezca fría, Rita es comprensiva pero torpe al expresar tales sentimientos.[6]
- Kaguragi Dybowski (カグラギ・ディボウスキ Kaguragi Dibousuki?)/Hachi Ohger (ハチオージャー HachiŌjā?): Su color es el negro. El rey del reino agrícola de Toufu (トウフ Tōfu?). Kaguragi es un rey muy gentil, sabio y pacífico que se preocupa por sus ciudadanos. Sin embargo, es un maestro del engaño que hará todo el trabajo sucio siempre que sea necesario para proteger su reino y sus ciudadanos en aras de mantener la "supremacía de la paz".[7]
- Jeremy Brasieri ((ジェラミー・ブラシエリ Jeramī Burashieri?)/Spider Kumonos (スパイダークモノス Supaidā Kumonosu?): Su color es el blanco. Es el hijo mestizo de un padre humano y una madre Bugnarak. Según la leyenda de Chikyuu, cinco héroes salvaron a la humanidad hace 2000 años del Bugnarak y comenzaron sus respectivos reinos. En realidad, existió un sexto y Jeremy Brasieri es el hijo autoproclamado de este héroe legendario. Durante un milenio, Jeremy ha viajado por Chikyuu, refiriéndose a sí mismo como un "narrador" y encargado de la leyenda King-Ohger. Jeremy tiene una forma distintiva de comunicarse y habla con un estilo único que no usa palabras para ir al grano, lo que obliga a Gira y a otras personas con las que se encuentra a "leer entre líneas". Esto hace que sea difícil comunicarse sin problemas y ser entendido por los demás. Es un pacifista al que no le gusta el conflicto y trata de permanecer neutral en la batalla entre King-Ohgers y Bugnarak, pero sus verdaderas intenciones siguen siendo un misterio.[8]

### Aliados
- Shiokara (シオカラ?): Es el asistente personal de Yanma.
- Sebastian (セバスチャン Sebasuchan?): Es el asistente personal de Himeno.
- Morfonia (モルフォーニャ Morufōnya?): Es la asistente personal de Rita.
- Kuroda (クロダ?): Es el asistente personal de Kakuragi.
- Gerogim (ゲロウジーム Gerōjīmu?): es un integrante del Imperio de la Tierra Bugnarak, que luego desertó y unió fuerzas con Jeramie Brasieri, convirtiéndose en uno de los primeros ciudadanos de su nuevo reino Intermedia.

### Arsenal
- OhgerCalibur (オージャカリバー ŌjaKaribā?):  Es el dispositivo de transformación de los King-Oghers, que también los usan como arma
- Kumonoslayer (クモノスレイヤー Kumonosureiyā?):  Es el dispositivo de transformación y arma secundaria de Spider Kumonos.
- Venomix Shooter (ヴェノミックスシューター Venomikkusu Shūtā?): Es una pistola con temática de insecticida que sirve como arma personal de Spider Kumonos.
- OhgerCalibur ZERO (オージャカリバーZERO ŌjaKaribā Zero?):  Es el dispositivo de transformación y arma de Ohkuwagata Ohger
- OhgerCrownLance (オージャクラウンランス ŌjaKuraunRansu?): Es una lanza utilizada por Kuwagata Ohger para convertirse en Rey Kuwagata Ohger y Ohkuwagata Ohger en Rey Ohkuwagata Ohger
- Kings Weapon (キングズウエポン Kinguzu Uepon?):  es un escudo gigante que los King-Ohgers llevan consigo. Tiene la capacidad cambiar a seis formas de armas diferentes: Modo Espada, Modo Pistola: Modo Guadaña: Modo Arco y Modo Garra. También se puede combinar con el OhgerCalibur para formar el Modo Naginata
- King Speeder (キングスピーダー Kingu Supīdā?): es el aerodeslizador personal de Kuwagata Ohger

### Mechas
- King-Ohger (キングオージャー Kingu-Ōjā?): Es el mecha principal de los King-Oghers.[9]
  - God Kuwagata (ゴッドクワガタ Goddo Kuwagata?): Es el mecha personal de Kuwagata Ogher, basado en un ciervo volante. Tiene pinzas grandes y bien desarrolladas que pueden ejercer instantáneamente una fuerza 190 veces mayor que su peso corporal, lo que le permite lanzar objetos a grandes distancias. Puede usar la base de sus pinzas para embestir a los oponentes. Forma el pecho, los brazos y los muslos de King-Ohger.[10]
  - God Tonbo (ゴッドトンボ Goddo Tonbo?): Es el mecha personal de Tonbo Ohger, basado en una libélula. tiene grandes alas bien desarrolladas que le permiten realizar acrobacias como saltos mortales y giros bruscos mientras vuela ágilmente por el aire. Su cabeza tiene 30,000 ojos compuestos que pueden ver hasta 2 kilómetros a su alrededor, lo que le permite para rastrear sus objetivos. Forma las alas y la espada de King-Ohger.[11]
  - God Kamakiri (ゴッドカマキリ Goddo Kamakiri?): Es el mecha personal de Kamakiri Ohger, basado en una mantis religiosa. Puede cortar a sus enemigos de manera brillante con su guadañas, y puede detectar humanos enterrados bajo los escombros con su sentido del tacto, que puede detectar sonidos de hasta 160,000 hertz. Forma la pierna derecha de King-Ohger.[12]
  - Gon Papillion (ゴッドパピヨン Goddo Papiyon?): Es el mecha personal de Papillion Ohger, basado en una mariposa. Tiene alas grandes y bien desarrolladas, y su superficie está protegida por escamas, lo que le permite seguir volando incluso con mal tiempo. , y puede camuflar todo su cuerpo para una acción encubierta. Forma la cabeza y la empuñadura de la espada de King-Ohger.[13]
  - God Hachi (ゴッドハチ Goddo Hachi?): Es el mecha personal de Hachi Ohger, basado en una avispa. Puede atravesar completamente al enemigo con su aguijón grande y bien desarrollado, también puede proteger a los aliados como una barrera mientras vuela en forma de ocho para repeler los ataques enemigos. Forma la pierna izquierda de King-Ohger.[14]
  - God Tentō (ゴッドテントウ Goddo Tentō?): Son un par de mechas auziliares basados en mariquitas. Son buenos para luchar volando por el aire y también pueden convertir el aceite que toman en su cuerpo en energía y cargar su órgano de almacenamiento. Forman los brazales de King-Ohger.[15]
  - God Kumo (ゴッドクモ Goddo Kumo?): Son un par de mechas auxiliares basados en arañas.Pueden disparar telarañas pegajosas para bloquear el movimiento del enemigo y pueden emitir señales para dar avisos. Forman el pecho y el torso de King-Ohger.[16]
  - God Ant (ゴッドアント Goddo Anto?): Es un mecha auxiliar basado en una hormiga. Puede saltar sobre el enemigo para morderlo por todas partes. También puede llevar objetos en su espalda que son más grandes que su propio cuerpo. Forma parte de la espada de King-Ohger.[17]
- God Tarantula (ゴッドタランチュラ Goddo Taranchura?): Es el mecha personal de Spider kumonos, basado en una tarántula. Tiene patas grandes y bien desarrolladas que le permiten saltar en el aire y realizar poderosos cortes con la garra en cada extremo, y disparar fuertes redes desde su abdomen. También puede acceder a su modo de combate llamado Tarantula Knight (タランチュラナイト Taranchura Naito?).[18]
- Extreme King-Ohger (エクストリームキングオージャー Ekusutorīmu Kingu-Ōjā?): Es la combinación de King-Ohger y Tarantula Knight[19]
- Guardian Rolling (ガーディアンローリング Gādian Rōringu?): Es un Shugod auxiliar con forma de cochinilla, puede combinarse con King-Ohger para otorgarle un mayal.[20]
- Guardian Snail (ガーディアンスネイル Gādian Suneiru?): Es un Shugod auxiliar con forma de caracol, puede combinarse con King-Ohger para otorgarle una ametralladora.[21]
- Guardian Cicada (ガーディアンシケイダー Gādian Shikeidā?): Es un Shugod auxiliar con forma de cigarra, puede combinarse con King-Ohger para otorgarle una cuchilla.[22]
- Guardian Pede (ガーディアンピード Gādian Pīdo?): Es un Shugod auxiliar con forma de ciempiés, puede combinarse con King-Ohger para otorgarle una motosierra.[23]
- God Kabuto (ゴッドカブト Goddo Kabuto?): Es un Shugod auxiliar con forma de escarabajo rinoceronte, puede combinarse con King-Ohger para otorgarle un cañón.[24]
- God Scorpion (ゴッドカブト Goddo Kabuto?): Es un Shugod auxiliar con forma de escorpión, puede combinarse con King-Ohger para otorgarle una garra.[25]
- God Hopper (ゴッドホッパー Goddo Hoppā?): Es un Shugod auxiliar con forma de saltamontes, puede combinarse con King-Ohger para otorgarle una armadura.[26]
- God King-Ohger (ゴッドキングオージャー Goddo Kingu-Ōjā?): Es la combinación entre King-Ohger, los tres Grandes Shugoshin, Tarántula Knoght, los cinco Shugods auxiliares y Caucasuskabuto Castle.[27]
  - Caucasuskabuto Castle (コーカサスカブト城 Kōkasasukabuto Jō?): Es el palacio real de Shugoddam, puede adoptar la forma de tanque inspirada en un escarabajo atlas llamado God caucasuskabuto (ゴッドコーカサスカブト Goddo Kōkasasukabuto?).[27]

### Imperio de la Tierra Bugnarak
El Imperio de la Tierra Bugnarak (地帝国バグナラク Chiteikoku Bagunaraku?) es un malvado imperio subterráneo que intentó conquistar los Cinco Reinos hace 2000 años, pero fue derrotado y regresa en la actualidad para una segunda invasión.
- Desnarak VIII (デズナラク８世 Dezunaraku 8-sei?): El gobernante de rango más bajo del Imperio Bugnarak. Al encontrar tesoros secretos, Desnarak busca reescribir las estructuras de poder entre los humanos y Bugnarak.[28] Busca exterminar a todos los humanos para que Bugnarak pueda gobernar el mundo entero sin oposición, habiendo abrazado lo que los humanos pensaban de su especie y alentando a sus secuaces para acabar con tantos humanos como puedan. Pero cuando eso falló, Desnarak decide ejecutar el Plan de Destrucción de Chikyu (チキュー破壊計画, Chikyū Hakai Keikaku ) para destruir a Chikyu a costa de su vida en un acto de destrucción mutua asegurada antes de que el God King-Ohger arruinara el plan. Aunque finalmente acepta su derrota y le pasa el trono a Jeramie, y Gira lo convence de poner fin al ciclo de odio entre sus pueblos, Desnarak es traicionado y asesinado por Kamejim.
- Primer Ministro Kamejin (さん宰相カメジム San Saishō Kamejimu?): Investigador de formas de vida mecánicas parecidas a insectos, Kamejim puede otorgar a los Bugnaraks poderes de insectos y bichos para que puedan transformarse en monstruos. Incluso puede agrandarlos a proporciones gigantescas.[29] Cuando Desnarak acepta su derrota ante Jeramie, Kamejin lo mata, revelando que trabajaba para Dagded y que se había infiltrado en Chikyu para causar el conflicto entre los humanos y los Bugnarak, haciéndolo de la misma forma en Shugoddam al asesinar a Boshimar. Aunque es derrotado por los King-Ohgers, Kamejin sobrevive y después del salto temporal, regresa al lado de Dagded cuando su maestro llega para conquistar Chikyu.
- Shogun golpe mortal Daigorg (一撃将軍ダイゴーグ Ichigeki Shōgun Daigōgu?): Es el ex campeón del Imperio de la Tierra Bugnarak que luchó en la guerra civil hace siglos. En la era moderna, gracias a la tecnología de Rcules Husty, Desnarak pudo verter su energía en el cuerpo de Daigorg y revivirlo.[30] Es destruido por el Rey Caucasus Kabuto.
- Sanagim (サナギム Sanagimu?): Son los soldados de campo del Imperio Bugnarak. Están armados con palas.

### Uchu
Los Uchu (宇蟲 Uchū?) Son un grupo de seres misteriosos liderados por el rey Uchu Dagded Dujardin, una entidad cósmica aparentemente todopoderosa cuyo objetivo es provocar conflictos entre formas de vida en el universo para entretenerse.
- Rey Uchu Dagded Dujardin (宇蟲王ダグデド・ドゥジャルダン Uchū Ō Dagudedo Dujarudan?): es una entidad sádica que fue responsable de la Guerra Humano/Bugnarok. Considera su genocidio contra numerosos seres sintientes en todo el cosmos como "ordenar" los planetas cuando, en realidad, los está destruyendo para su propia diversión[31]
- Goma Rosalia (ゴーマ・ローザリア Gōma Rōzaria?): Es el guerrero ninja de los Uchu. Goma se muestra como el más tranquilo y sereno de los demás miembros. También posee cierto nivel de honor. Sin embargo, se enojará si su rival no agradece o no reconoce su ayuda.[32]
- Hilbil Leech (ヒルビル・リッチ Hirubiru Ritch?): Es la especialista en manipulación de los Uchu. Hilbil es una individuo sádica que no tiene reparos en manipular a otras personas para que cumplan sus órdenes. También muestra un lado temperamental cada vez que las cosas no terminan como su plan.[33]
- Minongan Moth (ミノンガン・モウズ Minongan Mōzu?): Es el guerrero de los Uchu. La mayor parte del tiempo, Minongan se presenta como el músculo de los Uchu y habla con palabras sencillas.[34]
- Glodi Leucodium (グローディ・ロイコディウム Gurōdi Roikodiumu?): es un nigromante inmortal responsable de la muerte de los padres de Hymeno Ran. Glodi puede describirse como un ser extremadamente nihilista con un enamoramiento mórbido por la muerte en general. No le gustan los ruidos que hace un ser vivo. Por lo tanto, desea matarlos para poder alcanzar el mundo de silencio que desea. Esto a su vez le hace detestar los hospitales y los médicos, ya que ayudan a preservar la vida.[35]

### Otros
- Rcules Husty (ラクレス・ハスティー Rakuresu Hasutī?)/Ohkuwagata Ohger (オオクワガタオージャー ŌkuwagataŌjā?): Es el actual rey de Shugoddam, así como el hermano mayor de Gira. Rcules es un rey altamente inmoral, corrupto y ambicioso que anhela dominar el mundo consigo mismo como gobernante supremo. Dado que solo considera a sus propios súbditos como nada más que herramientas para su propio uso, está dispuesto a dejar que los Bugnarak pisotearan el reino y masacraran a su gente para poder tener excusas para invadir otros reinos en una guerra para unificar la tierra bajo su mando.[36] Inicialmente solo dejó que los King-Ohgers y Bugnarak se destruyeran entre sí, pero decide aliarse con Bugnarak como un medio para lograr su objetivo antes de finalmente sufrir su caída y su traición, mientras también descubre que lo habían estado manipulando durante años. Aunque es derrotado por Gira en su segundo duelo por el trono, al mismo tiempo que sus crímenes finalmente han sido expuestos, actualmente se presume que Rcules está muerto. Dos años después, se revela que Rcules está vivo y ahora es sirviente de Dagded Dujardin. En el "duelo final" entre Gira y Rcules, Dagded le imbuye la espada de Rcules con el poder de matar dioses para poder acabar con Gira, sin embargo Rcules ataca repentinamente a Dagded con dicho poder. Se revela por medio de flashbacks que Rcules se enteró de la existencia de los Galactinsectos cuando su padre fue asesinado durante el incidente de la Ira de Dios por Dagded. Decidió presentarse como un tirano para ganarse el favor de Dagded mientras encargaba la creación de King-Ohger Zero y organizaba que Gira fuera enviado a un orfanato lejos de los agentes de los Galactinsectos. Pero Rcules admite que el regreso de Gira y los acontecimientos que siguieron le obligaron a cambiar sus planes.
- Douga (ドゥーガ Do~ūga?) y Boshimar (ボシマール Boshimāru?): Son los asistentes personales de Rcules. Se revela después que Boshimar había sido asesinado por Kamejin y se hizo pasar por él para aumentar la tensión entre Shugoddam y Bugnarak.

## Episodios
1. Soy el rey (我は王なり Ware wa Ōnari?)[37]
2. Un rey por cuyo bien (誰がための王 Ta ga Tame no Ō?)[38]
3. Devoción al egoísmo (我がままを捧ぐ Wagamama o Sasagu?)[39]
4. Una recepción señorial (殿のオモテなし Tono no Omote Nashi?)[40]
5. Se acerca el rey del invierno (冬の王来たる Fuyu no Ō Kitaru?)[41]
6. El regreso del príncipe (王子の帰還 Ōji no Kikan?)[42]
7. Ira de un Dios (神の怒り Kami no Ikari?)[43]
8. Rey y príncipe en juicio por combate (王と王子の決闘裁判 Ō to Ōji no Kettō Saiban?)[44]
9. Gira a la fuga (ギラ逃走中 Gira Tōsō-chū?)[45]
10. La legendaria deidad guardiana (伝説の守護神 Densetsu no Shugoshin?)[46]
11. ¡Misterioso! El hombre de la máscara de araña (怪奇！クモ仮面の男 Kaiki! Kumo Kamen no Otoko?)[47]
12. El sexto rey (6人目の王様 Roku Hitome no Ōsama?)[48]
13. Araña enojada (怒りのスパイダー Ikari no Supaidā?)[49]
14. Junto con Moffun (もっふんといっしょ Moffun to Issho?)[50]
15. Una visita a Suzume (スズメにお見舞い Suzume ni o Mimai?)[51]
16. El presidente del Tribunal Supremo de 10 años (10才の裁判長 Jūsai no Saiban-chō?)[52]
17. El rey no huye (王は逃げない Ō wa Nigenai?)[53]
18. La corona de los comienzos (始まりの王冠 Hajimari no Ōkan?)[54]
19. Ohsama Sentai King-Ohger (王様戦隊キングオージャー Ō-Sama Sentai Kingu-Ōjā?)[55]
20. Duelo de rey y rey (王と王の決闘 Ō to Ō no Kettō?)[56]
21. Empuja hacia adelante en el camino alto (突き進め王道を Tsukisusume Ōdō o?)[57]
22. Gran Reunión de Shugods (シュゴッド大集合 Shugoddo Daishūgō?)[58]
23. El castillo ambulante de Shugoddam (シュゴッダムの動く城 Shugoddamu no Ugokushiro?)[59]
24. Rey del intermedio VS Rey del abismo (狭間の王VS奈落の王 Hazama no Ō Tai Naraku no Ō?)[60]
25. Guerra de los Reyes y el Pueblo (王と民の戦い Ō to Min no Tatakai?)[61]
26. Nacimiento de un nuevo reino (新王国の誕生 Shin Ōkoku no Tanjō?)[62]
27. Llegada del Rey Galactinsect (宇蟲王の到来 Uchū Ō no Tōrai?)[63]
28. ¡Reyes aleatorios! (シャッフル・キングス！ Shaffuru Kingusu!?)[64]
29. Descalificado como Rey (王様失格 Ōsama Shikkaku?)[65]
30. Escamas congeladas (凍てつく天秤 Itetsuku Tenbin?)[66]
31. 2000 años de amor (二千年の愛 Nisen'nen no Ai?)[67]
32. Encuentro! Kyoryu! (遭遇！キョウリュウ！ Sōgū! Kyōryū!?)[68]
33. Shugo! King y Kyoryu! (シューゴー！キングとキョウリュウ！！ Shūgō! Kingu to Kyōryū!!?)[69]
34. Shugo Mask contraataca (シュゴ仮面の逆襲 Shugo Kamen no Gyakushū?)[70]
35. No llores, Tanuki boquiabierto (泣くなスカポンタヌキ Nakuna Sukapon Tanuki?)[71]
36. La estrategia de emparejamiento de Hymeno (ヒメノのお見合い大作戦 Himeno no Omiai Dai Sakusen?)[72]
37. La rebelión de Iroki (イロキの乱 Iroki no Ran?)[73]
38. Debut de ídolo firme (不動のアイドルデビュー Fudō no Aidoru Debyū?)[74]
39. Batalla climática de N'Kosopa (ンコソパ頂上決戦 Nkosopa Chōjō Kessen?)[75]
40. Soy un rey y un principe (我は王で王子なり Ware wa Ō de Ōjinari?)[76]
41. Es hora de salvar el universo (宇宙を救う時 Uchū o Sukū Toki?)[77]
42. Los secretos del rey Rcules (ラクレス王の秘密 Rakuresu Ō no Himitsu?)[78]
43. El pecado mortal del Señor Supremo (覇王の大罪 Haō no Taizai?)[79]
44. ¡Prueba de los Reyes! La Verdadera Alianza de los Seis Reinos (王の証!真の六王国同盟 Ō no Akashi! Shin no Roku Ō Gokudōmei?)[80]
45. Herederos del Rey (王を継ぐ者たち Ō o Tsugu Mono-tachi?)[81]
46. Conoce la belleza de la vida (命の美しさを知れ Inochi no Utsukushi-sa o Shire?)[82]
47. Silencio dios (神を黙らせろ Kami o Damara Sero?)[83]
48. Adiós, querida gente (さらば、親愛なる民よ Saraba, Shin'ainaru-min yo?)[84]
49. Los reyes están aquí (王はここにいる Ō wa Koko ni Iru?)[85]
50. Nosotros gobernaremos el mundo (俺様たちが世界を支配する Oresama-tachi ga Sekai o Shihai suru?)[86]

### Películas
- Ohsama Sentai King-Ohger: Adventure Heaven (映画 王様戦隊キングオージャー アドベンチャー・ヘブン Eiga Ō-Sama Sentai Kingu-Ōjā: Adobenchā Hebun?): Estrenada el 28 de julio de 2023
- Ohsama Sentai King-Ohger vs. Donbrothers (王様戦隊キングオージャーVSドンブラザー Ō-Sama Sentai Kingu-Ōjā Tai Donburazāzu?): Película crossover con su serie predecesora Avataro Sentai Donbrothers. Su estreno se espera para el 26 de abril de 2024.

## Reparto
- Gira Husty: Taisei Sakai
- Yanma Gast: Aoto Watanabe
- Hymeno Ran: Erica Murakami
- Rita Kaniska: Yuzuki Hirakawa
- Kaguragi Dybowski: Sō Kaku
- Jeremy Braseiri, Narrador: Masashi Ikeda
- Rcules Husty: Masato Yano
- Douga: Yutaka Morioka
- Boshimar: Jūbun Fukuzawa
- Shiokara: Yūhei Chiwata
- Sebastian: Hiroto Yoshimitsu
- Morfonia: Kasumi Hasegawa
- Kuroda: Kōsuke Toriumi
- Desnarak VIII: Tomoyuki Shimura
- Primer Ministro Kamejim: Shin'ichiro Miki
- Shogun Golpe Mortal Daigorg: Kosuke Takaguchi
- Rey Uchu Dagded Dujardin: Akira Ishida
- Goma Rosalia: Kazuhiro Yamaji
- Hilbil Leech: Miyuki Sawashiro
- Minongan Moth: Tomokazu Seki
- Glodi Leucodium: Kōsei Amano

## Temas Musicales

### Tema de apertura
- Zenryoku King (全力キング Zenryoku Kingu, "Rey de poder total"?)
  - Letra: Takayuki Furukawa
  - Composición y arreglos: Kentaro Sonoda
  - Intérprete: Takayuki Furukawa

### Producción
La marca comercial de la serie fue presentada por Toei Company el 21 de septiembre de 2022.